# NGC 296
NGC 296 (ook wel PGC 3260, UGC 562, MCG 5-3-24, ZWG 501.42 of IRAS00523+3116) is een balkspiraalstelsel in het sterrenbeeld Vissen. NGC 296 staat op ongeveer 226 miljoen lichtjaar van de Aarde.
NGC 296 werd op 12 september 1784 ontdekt door de Duits-Britse astronoom William Herschel.